# Essence ordinaire
Albums de Zebda
Le Bruit et l'Odeur
(1995) Utopie d'occase
(2002)
Singles
Essence ordinaire est le troisième album studio du groupe de rock français Zebda, sorti en 1998. Son titre peut être également vu comme empreint d'autodérision, « essence » pouvant être interprété dans le sens d'« extraction » ou d'« origine ».

## Historique
Essence ordinaire est l'album de la reconnaissance nationale et internationale du groupe. Parmi les chansons de cet opus se trouve Tomber la chemise, hymne festif qui allait remporter une Victoire de la musique, celle de la chanson de l'année. Sous son ambiance de fête bon enfant, ce titre, de même que la plupart des pistes de l'album, possède aussi un aspect socioculturel, voire politique. L'album lui-même s'est classé no 3 en France au Top 50 et est resté présent dans le Top 200 durant 89 semaines en tout, faisant de ce disque l'un des très grands succès de la chanson française. Une certification double disque de platine a ainsi été décernée au groupe pour les 600 000 exemplaires vendus.
Les paroles de cet album, dédié à Matoub Lounes, sont écrites par Magyd Cherfi et toutes les musiques par Zebda.

## Liste des titres
1. Y'a pas d'arrangement - 4 min 30 s
2. Tomber la chemise - 4 min 23 s
3. Double Peine - 3 min 49 s
4. Tombés des nues - 4 min 40 s
5. Quinze ans - 4 min 50 s
6. Je crois que ça va pas être possible - 5 min 30 s
7. Je suis - 4 min 42 s
8. Tout semble si... - 3 min 46 s
9. On est chez nous - 3 min 03 s
10. Oualalaradime - 3 min 58 s
11. Le Manouche - 4 min 03 s
12. Né dans la rue - 3 min 02 s
13. Le Petit Robert - 6 min 31 s

## Musiciens ayant participé à l'album
- Hakim Amokrane, Magyd Cherfi, Mustapha Amokrane : chant
- Gilles Cabero : guitare
- Joël Saurin : guitare basse
- Rémi Sanchez : programmation, claviers, samples, accordéon
- Vincent Sauvage : programmation, samples, batterie
- Pascal Rolando : percussion (2, 3, 4, 9)
- Joseph Doherty : violon, saxophone, flûte, oud (3, 4, 6, 8, 10, 11, 12)
- Hamed Bensidhoum : percussion (4, 10)
- Dieudonné : voix sur Je crois que ça va pas être possible
- Gilles Grivolla : saxophone sur On est chez nous
- Jean-Luc Amestoy : accordéon sur Le Manouche
- Danny Madorsky, Prince Strickland : ingénieur du son
- Nicholas Sansano : production, enregistrement et mixage
- Tom Coyne : mastérisation